# Reventlow

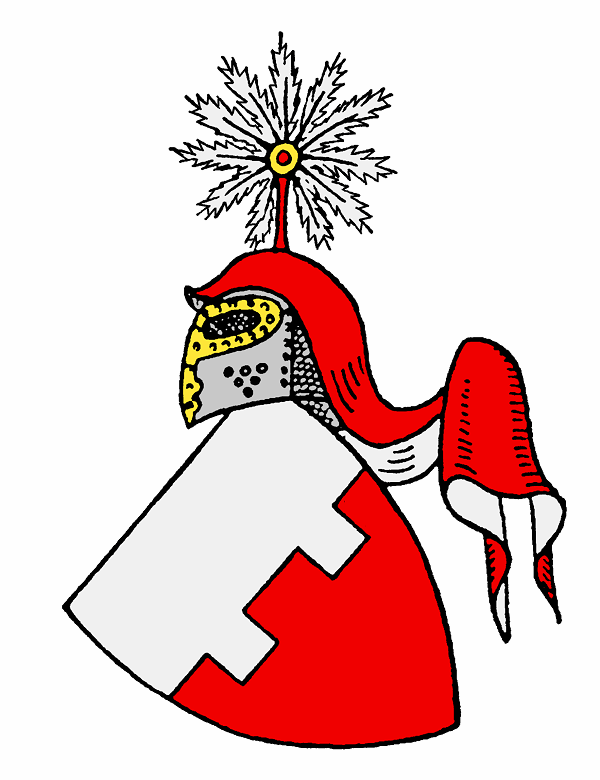
Armes des Reventlow

La famille von Reventlow est une famille danoise de la noblesse immémoriale du Mecklembourg et du Holstein qui s'est installée sur les côtes de la mer Baltique. L'orthographe de son nom a varié selon les époques en Reventlo, Revetlo, Revetlow, Reventlau, Reventlou, Reventlau, Reventlow, Refendlof, Refentloff.

## Historique
Les Reventlow sont originaires de la Dithmarse. Un Godescalcus de Revetlo obtient son blason du Holstein en 1223. Il est vassal du comte Albert II d'Orlamünde et du Holstein. Un Thitlevus de Revetlow est mentionné en 1236 et 1258 dans le Mecklembourg dans la suite du prince Jean le Théologien. C'est de cette époque que date l'ascension de cette famille dans le domaine militaire et économique.
La branche du Holstein acquiert de grands domaines en Fionie entre le XIVe siècle et le XVIe siècle, mais s'éteint en 1752. Celle du Mecklembourg s'éteint aussi vingt ans plus tard. Une lignée subsiste cependant dans le duché de Schleswig. C'est de celle-ci qu'est issu Detlev von Reventlow de la maison de Ziesendorf, qui fut chancelier du roi Christian IV de Danemark. C'est l'aïeul des deux branches des Reventlow de l'époque moderne.
La branche cadette obtient le titre de comte du royaume du Danemark en 1693 et de comte du Saint-Empire à Vienne en 1706. Conrad von Reventlow (1644-1708) est grand-chancelier de la Couronne et premier ministre de Christian V de Danemark et obtient la seigneurie héréditaire de Clausholm dans le Jutland, la seigneurie héréditaire de Sandbjerg dans le Schleswig, le comté de Christiansfäde dans le Lolland et la baronnie de Brahetrolleborg en Fionie.
La branche aînée obtient le titre de comte du Danemark en 1767.
La fille cadette du comte Conrad von Reventlow, Anne-Sophie (1693-1743) devient reine du Danemark en épousant (et en étant couronnée) en 1721 Frédéric IV de Danemark et obtient le duché de Schleswig à titre personnel.
La branche des comtes de Reventlow-Criminil, quant à elle, descend de Joseph et Henri Le Merchier de Criminil (fils de l'officier français François-Valentin Le Merchier, marquis de Criminil, et de Caroline von Schimmelmann), adoptés par leur grand-tante la comtesse Julia von Reventlow (née von Schimmelmann) et le mari de celle-ci, le comte Friedrich Karl von Reventlow. Leur titre de noblesse est confirmé en 1815 au Danemark.

## Personnalités

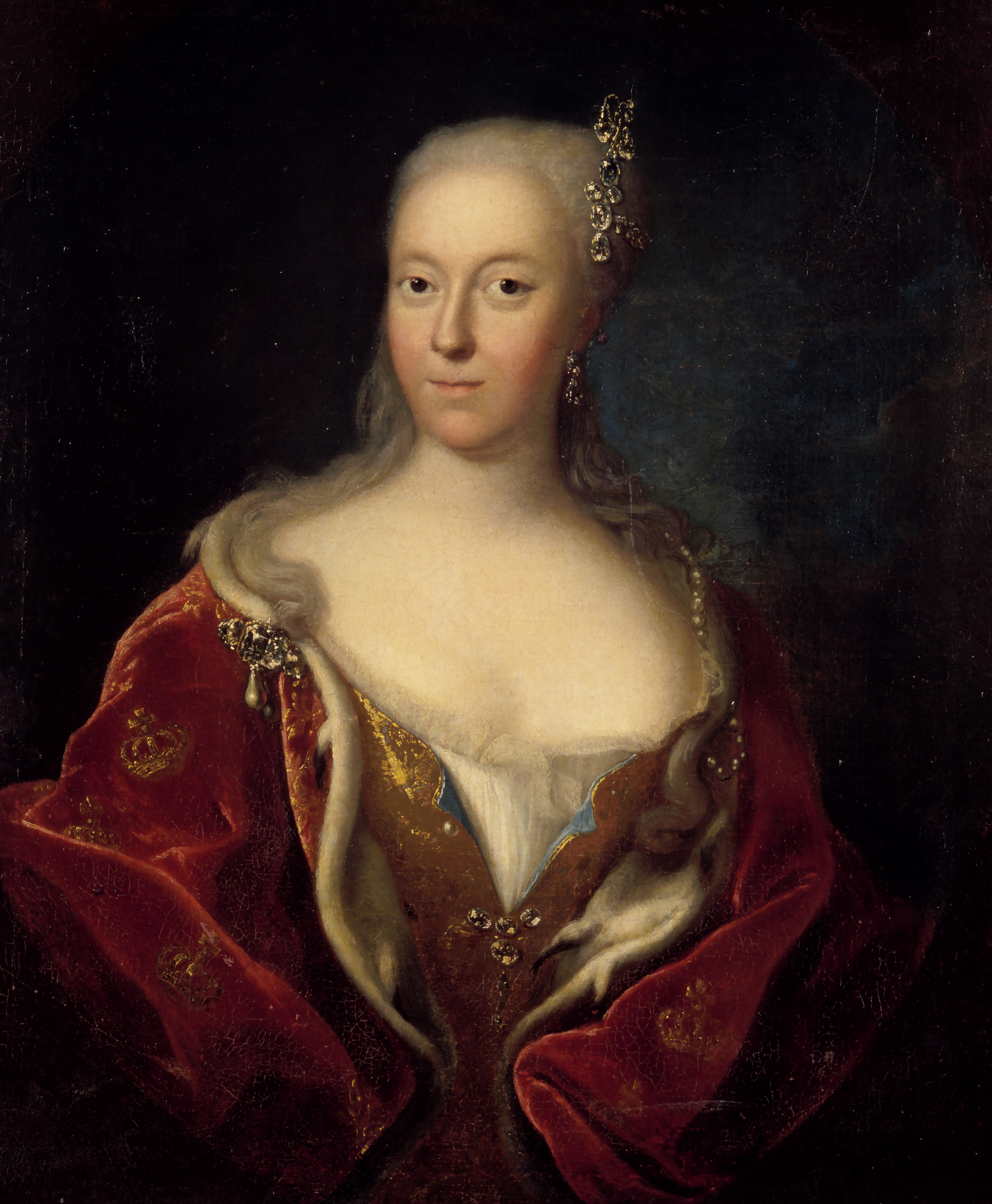
Anne-Sophie de Reventlow

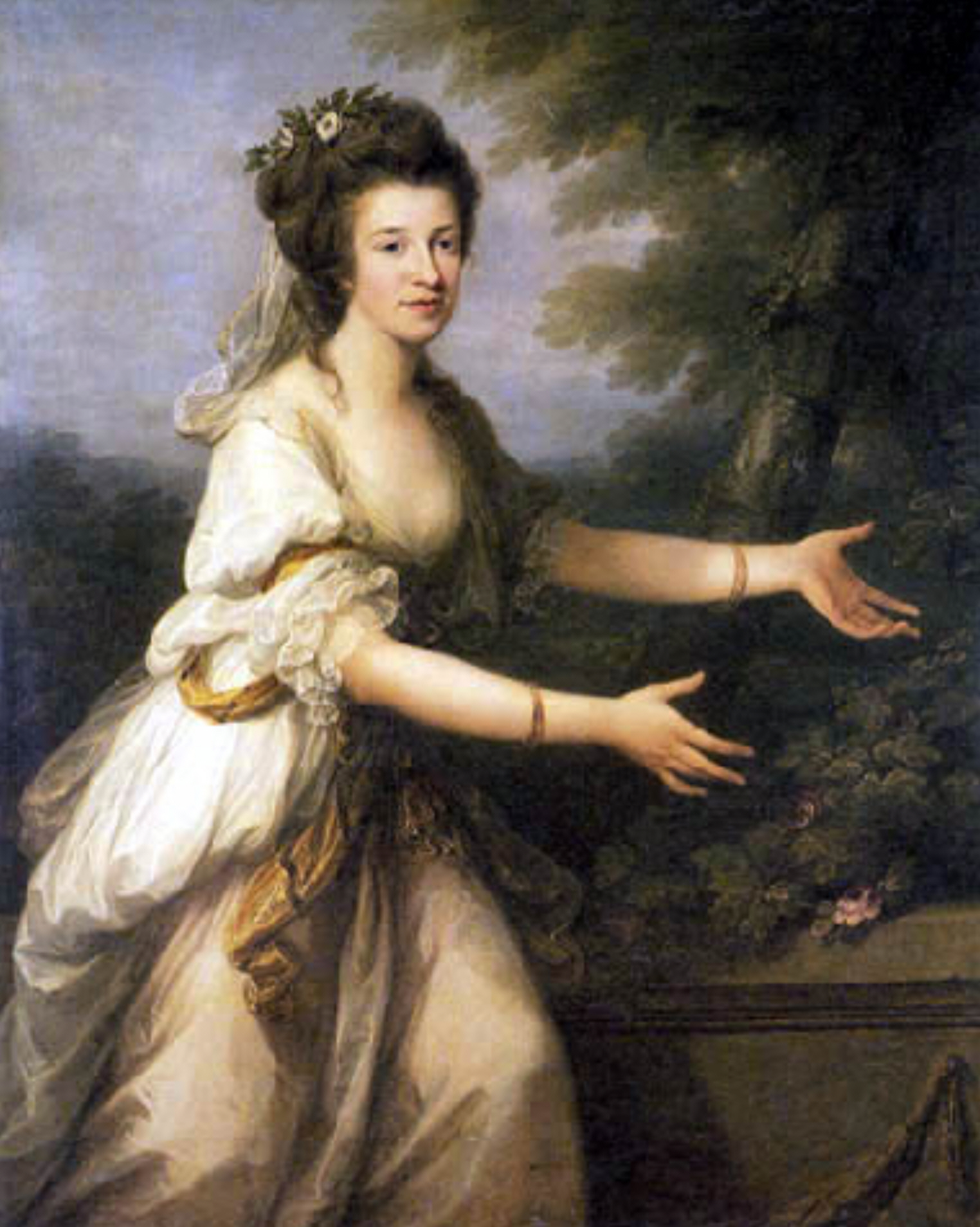
Julia von Reventlow (1784)

- Anne-Émérentienne de Reventlow (1680-1753), prieure de l'abbaye protestante d'Uetersen
- Anne-Sophie de Reventlow (1693-1743), reine du Danemark, duchesse de Schleswig
- Christian von Reventlow (1807-1845), propriétaire terrien et commissaire royal des chemins de fer du Danemark
- Christian Detlev von Reventlow (1671-1738), gouverneur civil de la ville d'Altona
- Christian-Ditlev von Reventlow (en)(1748-1827), homme politique et réformiste danois
- Conrad de Reventlow (1744-1608), grand-chancelier du Danemark
- Detlev de Reventlow (1485-1536), converti à la réforme protestante, il devient le premier évêque luthérien de Lübeck
- Eduard Reventlow (1883-1963), diplomate danois
- Else zu Reventlow, née Reimann (1897-1984), journaliste, militante des droits de l'homme, socialiste allemande
- Ernst zu Reventlow (1869-1943), officier de marine, écrivain, journaliste
- Fanny zu Reventlow (1871-1918), sœur du précédent, écrivain féministe
- Friedrich von Reventlow (1797-1874), homme politique du Schleswig-Holstein
- Friedrich Karl von Reventlow (1754-1828), curateur de l'université de Kiel
- Heinrich von Reventlow (1678-1732), conseiller à la cour de Vienne
- Henning von Reventlow (1929-), théologien protestant
- Julia von Reventlow, née Schimmelmann (1762-1816), dite l’Ange Julia, animatrice d'un salon littéraire
- Lance von Haugwitz-Hardenberg-Reventlow, dit Lance Reventlow (1936-1972), coureur automobile et fils de Barbara Hutton
- Theodor von Reventlow (1801-1873), propriétaire terrien, membre du premier Landtag allemand du Schleswig-Holstein, chevalier de l'ordre royal de Dannebrog
- Victor von Reventlow-Criminil (1916-1992), maire de Glücksburg de 1946 à 1948, membre de la CDU, représentant de la minorité danoise aux élections du Landtag de 1947

## Anciennes propriétés des Reventlow

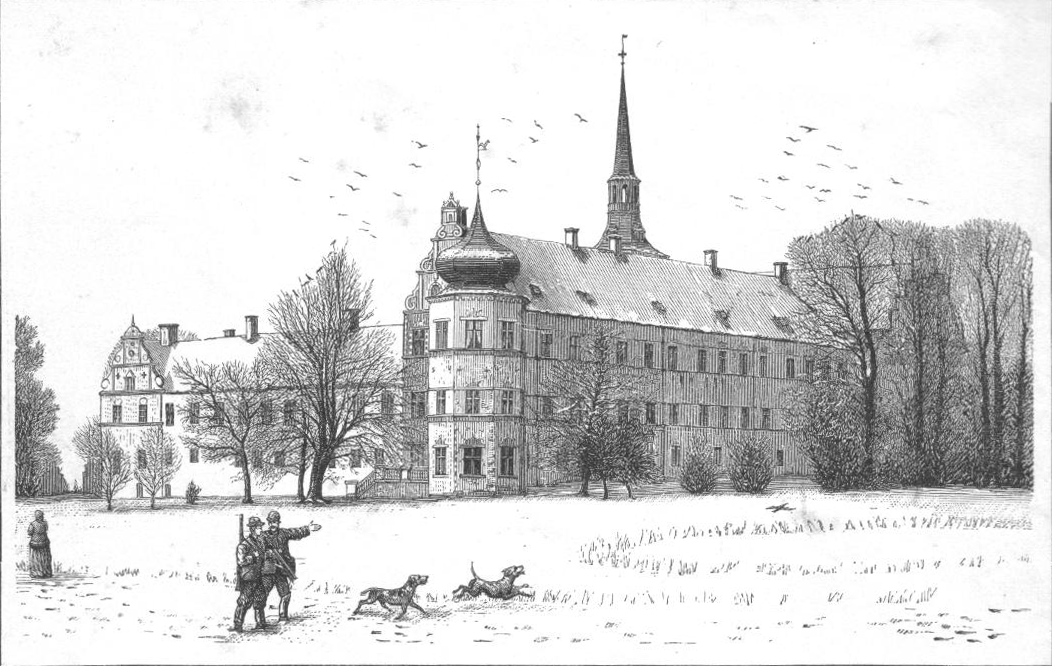
Brahetrolleborg

- Brahetrolleborg, toujours en possession de la famille
- Château de Christianssæde
- Château d'Emkendorf
- Manoir de Falkenberg
- Château de Krekenrup, toujours en possession de la famille
- Château de Sandbjerg